# Bent Hansen (borgmester i Gribskov Kommune)
 For alternative betydninger, se Bent Hansen. (Se også artikler, som begynder med Bent Hansen)
Bent Hansen (født  24. januar 1962) er en dansk politiker fra partiet Venstre, der siden 1. januar 2022 har været borgmester i Gribskov Kommune, hvor han afløste Anders Gerner Frost fra lokallisten nytgribskov.
Bent Hansen blev første gang valgt til kommunalbestyrelsen i Gribskov ved kommunalvalget 2017.